# Inscutomonomma hessei holgatense
Inscutomonomma hessei holgatense es una subespecie de coleóptero de la familia Monommatidae.

## Distribución geográfica
Habita en Namaqualand (África).